# Basilides, o Epicurista
Basilides (ou Basileides, em grego:  Βασιλείδης; ca. 250 a.C. — ca. 175 a.C.) foi um filósofo epicurista, que sucedeu Dionísio de Lamptrai como o chefe da escola epicurista em Atenas em cerca de 205 a.C.. Não é certo que tenha sucedido Basilides: Apolodoro é o líder epicurista seguinte sobre o qual podemos estar certos, mas pode ter existido pelo menos um líder intermediário e o nome Téspis tinha sido sugerido.